# Vaccinium pallidum
Vaccinium pallidum är en ljungväxtart som beskrevs av William Aiton. Vaccinium pallidum ingår i Blåbärssläktet, och familjen ljungväxter. Inga underarter finns listade i Catalogue of Life.